# باستان‌شناسی کتاب مقدس
باستان‌شناسی کتاب مقدس (انگلیسی: Biblical archaeology) یک مدرسه دانشگاهی و زیر مجموعه مطالعات کتاب مقدس و باستان‌شناسی شام است. باستان‌شناسی کتاب مقدس مکان‌های باستان‌شناسی را از خاور نزدیک باستان و به ویژه سرزمین مقدس (همچنین با نام‌های فلسطین، سرزمین اسرائیل و کنعان از زمان‌های کتاب مقدس مطالعه می‌کند.